# Grohe-Forum

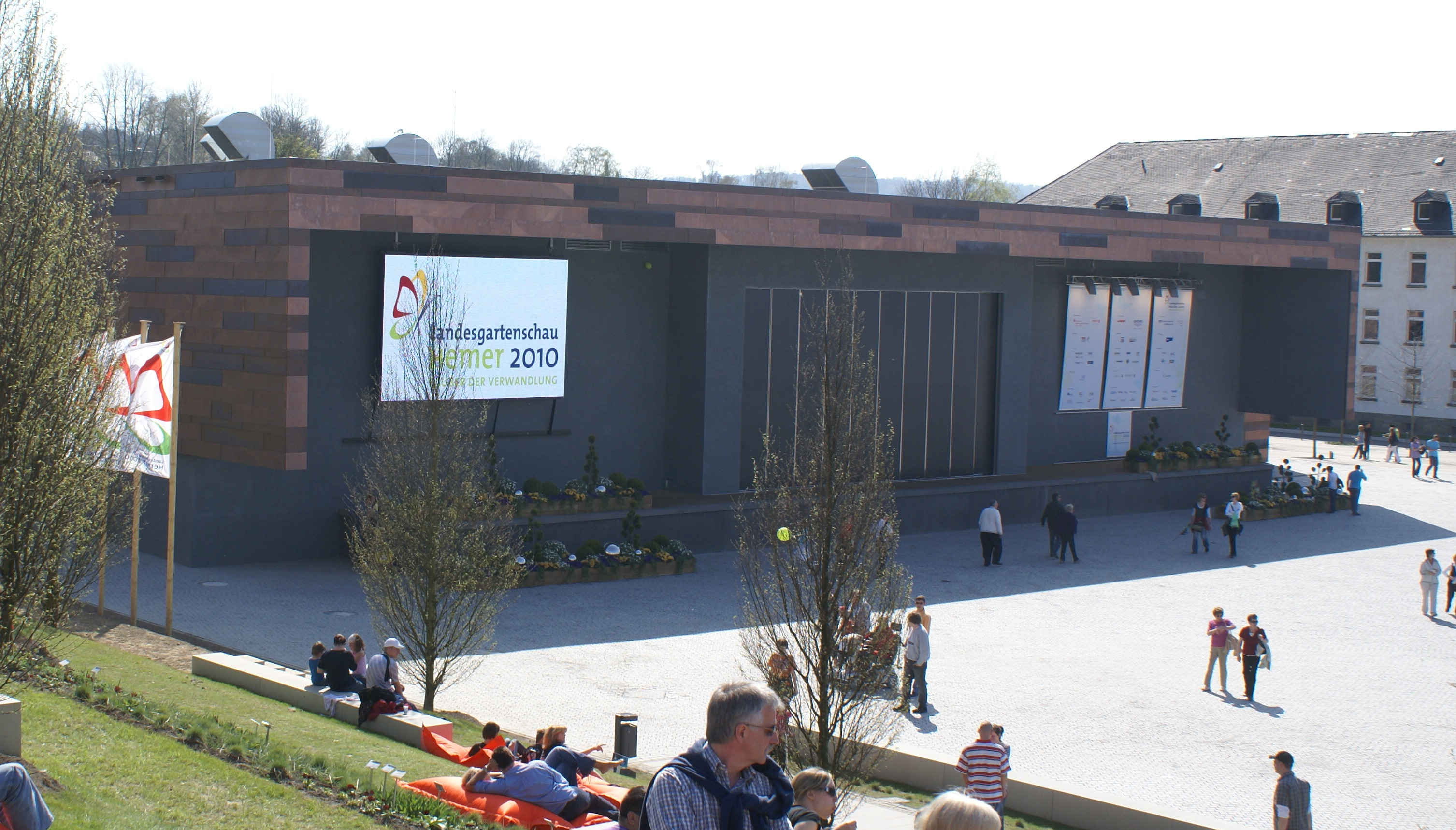
Grohe-Forum

Das Grohe-Forum ist eine Veranstaltungshalle im Sauerlandpark in Hemer in Südwestfalen. Die von dem Architekten Darius Cwienk aus dem Stuttgarter Büro C1 Architekten entworfene Halle wurde innerhalb eines Jahres fertiggestellt und 2010 im Rahmen der Landesgartenschau Hemer 2010 (LGS) eingeweiht. 
Die bei 6,5 Millionen Euro liegenden Baukosten finanzierte das Hemeraner Unternehmen Grohe als Namenssponsor teilweise mit.

## Ausstattung
Einzigartig in Deutschland ist die 200 Quadratmeter große Bühne, die abhängig von der Art der Veranstaltung nach innen oder außen geöffnet werden kann. Wird die Innenseite bespielt, bietet der Raum rund 2000, die Tribüne weiteren 500 Zuschauern Platz. Wenn man die Bühne nach außen öffnet, befindet sich das Publikum auf dem zentralen Forumsplatz der LGS, dessen Kapazität bei rund 8000 Plätzen liegt.

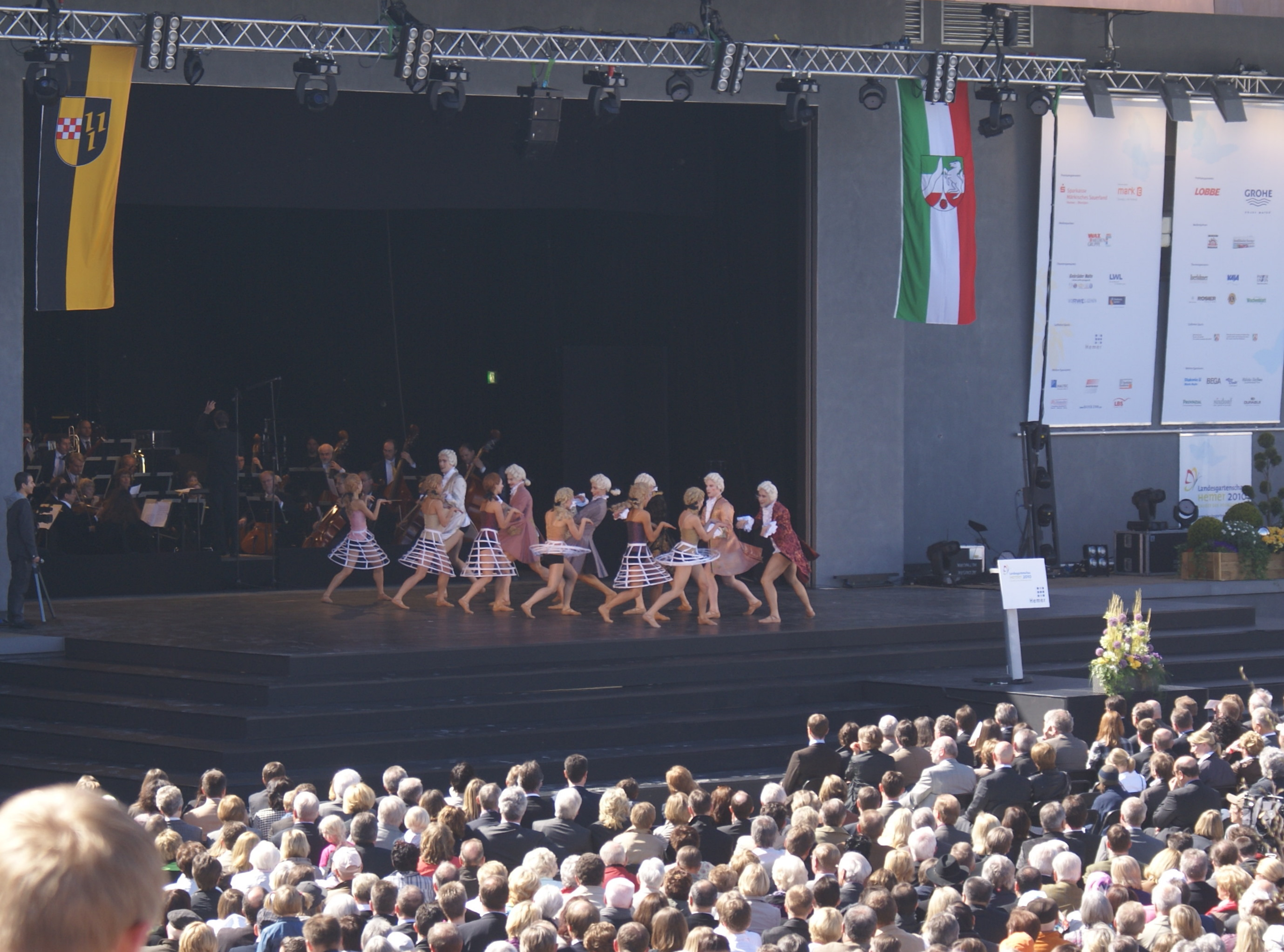
Bühne des Grohe-Forums bei der LGS-Eröffnung

Die Halle wird mit Erdwärme geheizt, wofür ein vier Kilometer langes Leitungssystem angelegt wurde.

## Nutzung
Im Rahmen der Landesgartenschau Hemer 2010 diente die Halle für Kulturveranstaltungen. Seitdem ist sie in erster Linie als Sporthalle für Hemeraner Schulen wie die benachbarte Regenbogenschule und Vereine sowie für Großveranstaltungen bestimmt.